# Communauté de communes du Cap de Gascogne
La Communauté de communes du Cap de Gascogne est une ancienne communauté de communes française, située dans le département des Landes et la région Nouvelle-Aquitaine.

## Histoire
Elle a été créée le 31 décembre 1999 à partir des 14 communes du canton de Saint-Sever. Le 22 octobre 2002, la commune de Haut-Mauco (canton de Mont-de-Marsan-Sud) les a rejointes.
Elle fusionne avec la communauté de communes du Tursan et Hagetmau Communes Unies pour former la communauté de communes Chalosse Tursan au 1er janvier 2017.

## Composition
Elle regroupe 15 communes :
| Nom                 | Code Insee | Gentilé         | Superficie (km2) | Population (dernière pop. légale) | Densité (hab./km2) |
| ------------------- | ---------- | --------------- | ---------------- | --------------------------------- | ------------------ |
| Saint-Sever (siège) | 40282      | Saint-Severins  | 46,96            | 4 810 (2014)                      | 102                |
| Audignon            | 40017      | Audignonais     | 9,31             | 387 (2014)                        | 42                 |
| Aurice              | 40020      | Auriçois        | 17,31            | 626 (2014)                        | 36                 |
| Banos               | 40024      | Banossais       | 5,77             | 293 (2014)                        | 51                 |
| Bas-Mauco           | 40026      | Bas-Mauciens    | 11,50            | 366 (2014)                        | 32                 |
| Cauna               | 40076      | Caunaquois      | 13,39            | 447 (2014)                        | 33                 |
| Coudures            | 40086      | Couduriens      | 11,65            | 483 (2014)                        | 41                 |
| Dumes               | 40092      | Dumois          | 2,48             | 269 (2014)                        | 108                |
| Eyres-Moncube       | 40098      | Eyrois          | 12,19            | 375 (2014)                        | 31                 |
| Fargues             | 40099      | Farguais        | 11,84            | 335 (2014)                        | 28                 |
| Haut-Mauco          | 40122      | Haut-Maucois    | 18,64            | 917 (2014)                        | 49                 |
| Montaut             | 40191      | Montaldes       | 14,88            | 646 (2014)                        | 43                 |
| Montgaillard        | 40195      | Montgaillardais | 20,46            | 632 (2014)                        | 31                 |
| Montsoué            | 40196      | Souémontains    | 17,98            | 577 (2014)                        | 32                 |
| Sarraziet           | 40289      | Sarrazietois    | 7,01             | 209 (2014)                        | 30                 |

## Administration
| Période                                  | Période    | Identité         | Étiquette | Qualité                             |
| ---------------------------------------- | ---------- | ---------------- | --------- | ----------------------------------- |
| avril 2008                               | avril 2014 | Jean-Pierre Dalm | PS        | Maire de Saint-Sever (2001-2014)    |
| avril 2014                               | En cours   | Marcel Pruet     |           | Conseiller communautaire d'Audignon |
| Les données manquantes sont à compléter. |            |                  |           |                                     |